# Chlorochaeta connata
Chlorochaeta connata là một loài bướm đêm trong họ Geometridae.